# Maureen Teefy

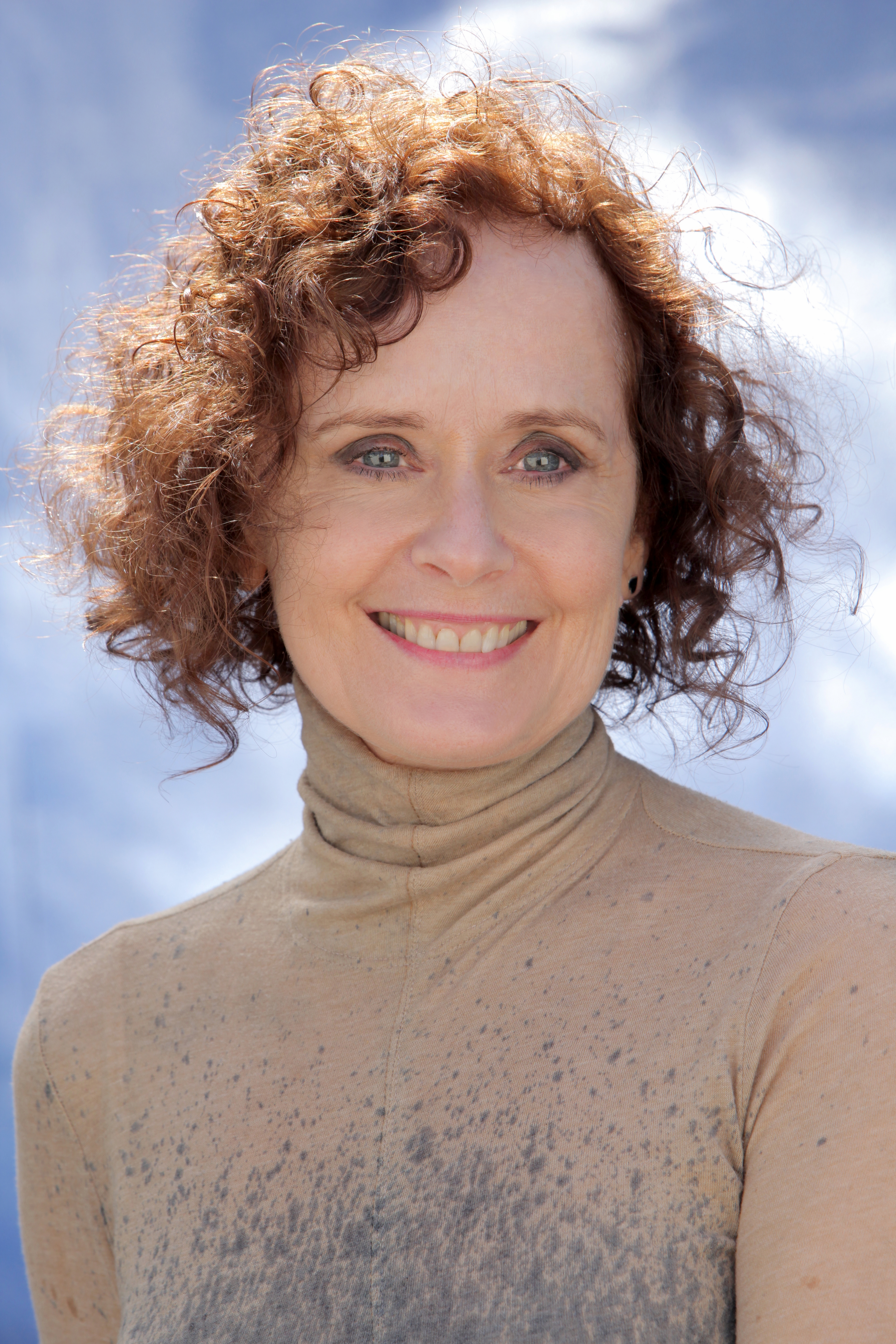
Maureen Teefy (2015)

Maureen Jane Teefy (* 26. Oktober 1953 in Minneapolis, Minnesota) ist eine US-amerikanische Schauspielerin. Bekanntheit erlangte sie durch ihre Mitwirkung in dem Spielfilm Fame – Der Weg zum Ruhm (1980).

## Biografie

### Ausbildung und erste Filmrollen
Maureen Teefy wurde 1953 im Mittleren Westen der USA in eine große irisch-katholische Familie hineingeboren und wuchs mit sieben Schwestern auf. Ihr Vater Donald Teefy war Versicherungsvertreter. Ihre Mutter, eine Krankenschwester, engagierte sich gegen das Abtreibungsverbot. Im Alter von vier Jahren begann Teefy mit dem Stepptanz. Sie konnte sich nie für die Schule begeistern, erschien in einer Reihe von Theaterstücken und sprach als Zwölfjährige für einen Platz in der Children’s Theater Company des Minneapolis Institute of Art vor. Als 14-Jährige wurde sie angenommen. Ihre Kindheit beschrieb sie als unglücklich, was sie auf die große Familie und das strenge und religiöse Elternhaus zurückführte. Sie begehrte gegen ihre Eltern auf, lief im Alter von 15 Jahren und mit 17 Jahren von zuhause fort und gelangte per Anhalter bis nach Colorado („They used to call me the tiger of the neighborhood“).
Nachdem Teefy in Minneapolis in einer Aufführung von Anton Tschechows Die Möwe die Irina gespielt hatte, ging sie zurück zur Schule. Als Kellnerin finanzierte sie sich einen Umzug an die Ostküste, wo sie zwei Jahre lang das Boston Conservatory of Music besuchte. Dank Stipendien folgten zwei weitere Jahre Ausbildung an der renommierten Juilliard School in New York. 1977 zog Teefy nach Los Angeles, wo sie versuchte, eine seriöse Karriere als Schauspielerin einzuschlagen. Ihren Lebensunterhalt verdiente sie sich als Kellnerin und Verkäuferin von Tür zu Tür. Nach einer Reihe von Misserfolgen erhielt Teefy einen Vertrag über acht Monate mit dem Los Angeles Shakespeare Festival und fand einen Agenten, der ihr zu einigen Fernsehrollen verhalf.

### Durchbruch mit „Fame“
1979 bekleidete Teefy Rollen in drei Spielfilmen. Nach einem kleinen Part in Richard Grands Drama Fyre wurde Steven Spielberg auf die Schauspielerin aufmerksam und gab ihr eine kleine Rolle als irisches USO-Mädchen in seiner Filmkomödie 1941 – Wo bitte geht’s nach Hollywood. Ihre dritte Filmrolle war die der scheuen Stieftochter von Cloris Leachman in Michael Schultz’ Komödie Scavenger Hunt. Internationale Bekanntheit brachte ihr 1980 Alan Parkers Fame – Der Weg zum Ruhm ein. Der Musicalfilm schildert in fünf Episoden (Aufnahmeprüfungen und vier Schuljahre) den Werdegang einer Gruppe von Schülern der New Yorker High School of Performing Arts. Teefy übernahm die Rolle der scheuen Brooklyner Schauspielschülerin Doris Finsecker, die von ihrer jüdischen Mutter zu einer Karriere im Showgeschäft angetrieben wird. Sie war eines der ältesten Mitglieder des Darstellerensembles um Irene Cara, Paul McCrane, Laura Dean, Antonia Franceschi, Eugene Anthony Ray, Barry Miller und Lee Curreri. Obwohl sie laut eigenen Angaben nicht wusste, für was für eine Rolle sie vorsprach, gefiel Regisseur Parker ihre Verletzlichkeit und gab ihr den Part der Doris.
Fame, das die Sorgen, Nöte und Träume von aufstrebenden Tänzern, Sängern, Schauspielern und Musikern zeigt, war großer Erfolg beim Publikum und Lob seitens der Kritiker beschieden. Der Film wurde mit zwei Oscars und einem Golden Globe Award ausgezeichnet und ließ Werke ähnlicher Thematik (Flashdance, 1983; Footloose, 1984) folgen. Von ihren konservativen Eltern nicht unterstützt, entschied sich Teefy gegen das Angebot, die Doris auch in der gleichnamigen Fernsehserie (1982–1987) zu verkörpern, die an Valerie Landsburg ging („Ich wollte dieselbe Rolle nicht wieder und wieder spielen“). Sie zog nach New York zurück, wo sie 1981 zur „Prinzessin“ des Azalea Festivals gewählt wurde, bei dem Schauspielerinnen wie Polly Bergen, Kathryn Grayson oder Esther Williams bekannte Vorgängerinnen waren. Eine Hauptrolle in der Spielfilmkomödie My Kid of Guy zerschlug sich laut Teefy aufgrund eines Schauspielerstreiks. Darin hätte sie ein scheues Mädchen spielen sollen, das in New York zur erfolgreichen Designerin avanciert.

### Ausklang der Karriere
1982 war Teefy mit einer größeren Rolle in Patricia Birchs Grease 2 vertreten, in dem sie die einfältige Sharon spielte, Mitglied der Pink Ladies. Der Musicalfilm erwies sich als Flop bei Kritikern und konnte nicht an den großen Erfolg des ersten Teils anknüpfen. Im selben Jahr heiratete Teefy in New York Alexander Cassini, Sohn des früheren Gesellschaftskolumnisten Igor Cassini und Neffe des Modeschöpfers Oleg Cassini. 1983 war sie gemeinsam mit Deborah Geffner und Shanna Reedin als aufstrebende Tänzerinnen in dem ABC-Fernsehmusical Radio City Music Hall zu sehen.
Obwohl ihr mit Kathleen Beller, Kathleen Quinlan, Angela Cartwright und Stacey Nelkin eine erfolgreiche Schauspielkarriere prophezeit worden war, konnte sie nicht mehr an den frühen Filmerfolg anknüpfen. Bis 1997 folgten sporadisch Auftritte in einigen Serien und fünf Kino- und Fernsehfilmen. Mit Ausnahme von Star Time (1992), dem Regiedebüt ihres Ehemanns sowie der Liebeskomödie Drei Männer und eine Wette (1997), die niemals in den Kinoverleih kam, handelte es sich ausnahmslos um unbedeutende Nebenrollen. 1997 lieh Teefy ihre Stimme der Roboterin Chrome in der Horror- und Science-Fiction-Serie Perversions of Science (HBO), einem Ableger von Geschichten aus der Gruft. Ihren letzten Fernsehauftritt absolvierte sie 1998 in einer Folge der Serie Mike Hammer (Episode: The Long Road to Nowhere).
Von ihrem Ehemann geschieden und Mutter einer Tochter, lebt Maureen Teefy in Venice, Kalifornien. Sie interessiert sich für Yoga und schloss sich dem buddhistischen Glauben an.

## Filmografie (Auswahl)
- 1979: Fyre
- 1979: 1941 – Wo bitte geht’s nach Hollywood (1941)
- 1979: Scavenger Hunt
- 1980: Fame – Der Weg zum Ruhm (Fame)
- 1982: Grease 2
- 1983: Radio City Music Hall (Legs)
- 1984: Supergirl
- 1988: Sunset – Dämmerung in Hollywood (Sunset)
- 1988: Inferno auf Rampe 7 (Disaster at Silo 7)
- 1992: Star Time
- 1997: Drei Männer und eine Wette (Men Seeking Women)
- 1997: Perversions of Science (Fernsehserie; nur Stimme)